# 坦巴赫河
50°23′36.46″N 11°50′5.65″E / 50.3934611°N 11.8349028°E

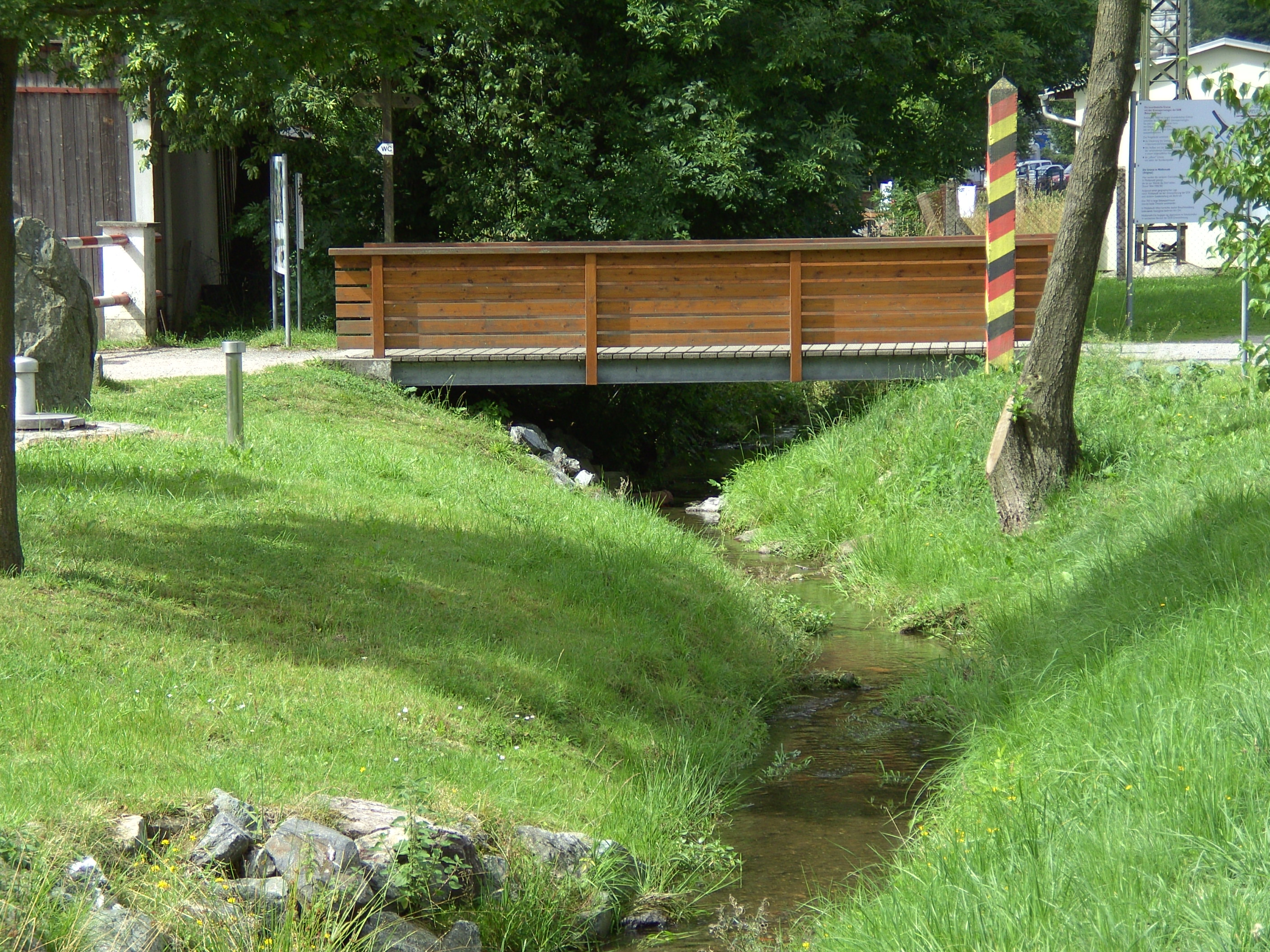

坦巴赫河（德語：Tannbach），是德國的河流，位於該國東南部，由巴伐利亞負責管轄，屬於薩勒河的右支流，河道全長8.7公里，流域面積29平方公里，發源自格費爾。